# Kazuyoshi Ishikawa
Kazuyoshi Ishikawa (japanisch 石川和義 Ishikawa Kazuyoshi; * 6. November 1982 in Nagano) ist ein ehemaliger japanischer Leichtathlet, der sich auf den Dreisprung spezialisiert hat.

## Sportliche Laufbahn
Erste internationale Erfahrungen sammelte Kazuyoshi Ishikawa vermutlich im Jahr 2000, als er bei den Juniorenweltmeisterschaften in Santiago de Chile mit einer Weite von 15,51 m in der Qualifikationsrunde ausschied. Im Jahr darauf gewann er bei den Juniorenasienmeisterschaften in Bandar Seri Begawan mit 15,92 m die Silbermedaille und 2002 sicherte er sich bei den Asienmeisterschaften in Colombo mit 16,42 m die Silbermedaille hinter dem Saudi-Araber Salem al-Ahmadi. Anschließend gelangte er beim IAAF World Cup in Madrid mit 16,50 m auf den sechsten Platz. 2003 wurde er bei der Sommer-Universiade in Daegu mit 16,78 m Vierter und siegte anschließend mit einem Sprung auf 16,72 m bei den Asienmeisterschaften in Manila. 2005 schied er bei den Weltmeisterschaften in Helsinki mit 16,33 m in der Qualifikationsrunde aus und gewann anschließend bei den Asienmeisterschaften in Incheon mit 16,88 m die Silbermedaille hinter dem Chinesen Gu Junjie. 2009 klassierte er sich bei den Asienmeisterschaften in Guangzhou mit 15,63 m auf dem siebten Platz und er setze seine Karriere dann ohne weiteren größeren Erfolge bis ins Jahr 2021 fort und beendete dann seine aktive Laufbahn im Alter von 39 Jahren.
In den Jahren 2005, 2008 und 2015 wurde Ishikawa japanischer Meister im Dreisprung.

## Persönliche Bestleistungen
- Dreisprung: 16,98 m (+1,5 m/s), 10. Oktober 2004 in Yamaguchi
  - Dreisprung (Halle): 15,82 m, 23. Februar 2002 in Yokohama